# Jay Van Andel

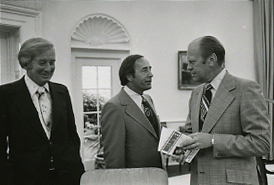
Jay Van Andel (links), Richard DeVos, en Gerald Ford in 1975

Jay Van Andel (Grand Rapids, Michigan, 3 juni 1924 – Ada Township, 7 december 2004) was een Amerikaans zakenman. Hij is vooral bekend als medeoprichter van de Amway Corporation. Daarnaast was hij tussen 1979 en 1980 voorzitter van de Amerikaanse Kamer van Koophandel.
Hij stond ook bekend als geldschieter aan religieuze missies en conservatieve politiek, waaronder de Republikeinse Partij.

## Biografie
Van Andel zat met zijn latere compagnon Richard DeVos op dezelfde middelbare school in Grand Rapids. Devos moest toen altijd een kwartje betalen wanneer hij in de auto van Van Andel mocht meerijden.
Tijdens de Tweede Wereldoorlog vocht Van Andel in de Amerikaanse luchtmacht. Hier klom hij op van soldaat tot luitenant.
Na de oorlog begon hij samen met Devos enkele bedrijven, waaronder een vliegschool, een drive-inrestaurant en een importbedrijf.
In 1952 trouwde Van Andel met Betty Hoekstra, met wie hij vier kinderen kreeg, waaronder Steve van Andel, een van de huidige directeuren van Amway.
Jay van Andel overleed in 2004 aan de gevolgen van de ziekte van Parkinson.

## Amway
In 1949 werden Van Andel en DeVos distributeurs van Nutrilite-voedingssupplementen. Later werden schoonmaakmiddelen aan het assortiment toegevoegd. Dit werd de basis voor Amway, een bedrijf dat vandaag de dag een multinational in een groot aantal verschillende artikelen is.

## Maatschappelijke betrokkenheid
Jay van Andel richtte in 1996 zijn eigen onderzoeksinstituut op. Dit instituut houdt zich vooral bezig met onderzoek naar kanker en parkinson. Hiernaast was Van Andel ook politiek betrokken. Zo droeg hij 2 miljoen dollar bij aan de herverkiezingscampagne van George W. Bush en gaf hij 475.000 dollar aan de Republikeinse afdeling in Michigan. Oud-president en stadsgenoot Gerald R. Ford stond bekend als vriend van Jay van Andel.